# First Man into Space
First Man into Space este un film SF britanic din 1959 regizat de Robert Day pentru Metro-Goldwyn-Mayer. În rolurile principale joacă actorii Marshall Thompson, Marla Landi, Bill Edwards.

## Actori
- Marshall Thompson ca Commander Charles Ernest Prescott
- Marla Landi ca Tia Francesca
- Bill Edwards ca Lt. Dan Milton Precott
- Robert Ayres ca Captain Ben Richards
- Bill Nagy ca Police Chief Wilson
- Carl Jaffe ca Dr. Paul von Essen